# Envejecimiento humano
El envejecimiento o senescencia es el conjunto de modificaciones morfológicas y fisiológicas que aparecen como consecuencia de la acción del tiempo sobre los seres vivos;  una disminución de la capacidad de adaptación en cada uno de los órganos, aparatos y sistemas, así como de la capacidad de respuesta a las noxas, agentes lesivos que inciden en el individuo. El envejecimiento de los organismos y particularmente el de la especie humana ha sido motivo de preocupación desde hace años.
La esperanza de vida de las personas ha aumentado significativamente en los últimos tiempos. Esto puede considerarse un éxito de las políticas de salud pública y del desarrollo socioeconómico, aunque también resulta un reto para toda la sociedad, que debe adaptarse a esta nueva realidad. Con el envejecimiento, comienza una serie de procesos de deterioro paulatino de los órganos y sus funciones asociadas. Muchas enfermedades, como ciertos tipos de demencia, enfermedades articulares, cardíacas y algunos tipos de cáncer, han sido asociados al proceso de envejecimiento.
Por este motivo, la investigación a nivel celular de este proceso ha recibido especial atención. Uno de los hallazgos relevantes es que las células normales están programadas para un número determinado de rondas divisionales. Cada cromosoma posee en sus extremos una serie de secuencias altamente repetitivas y no codificantes denominadas telómeros. Debido al mecanismo de replicación del ADN de las células, los telómeros se van acortando con las sucesivas divisiones. Esto se ve atenuado por la existencia de una enzima llamada telomerasa que realiza la replicación telómerica. Sin embargo, la actividad de la telomerasa funciona en células embrionarias, pero se inactiva en células somáticas, lo que conlleva un acortamiento progresivo de los telómeros cromosómicos; cuando el tamaño de los telómeros llega a un cierto nivel mínimo, se desencadenan mecanismos que conducen a la muerte celular. Por esta razón, el acortamiento telómerico se ha asociado con el proceso de envejecimiento celular. De esta forma, la longitud de los telómeros representaría una especie de reloj genético que determinaría el tiempo de vida de las células. 
Internacionalmente, en 1984 se admitió por convenio que anciano es toda persona mayor de 65 años, edad coincidente en muchos países con la jubilación.

## Datos estadísticos del envejecimiento

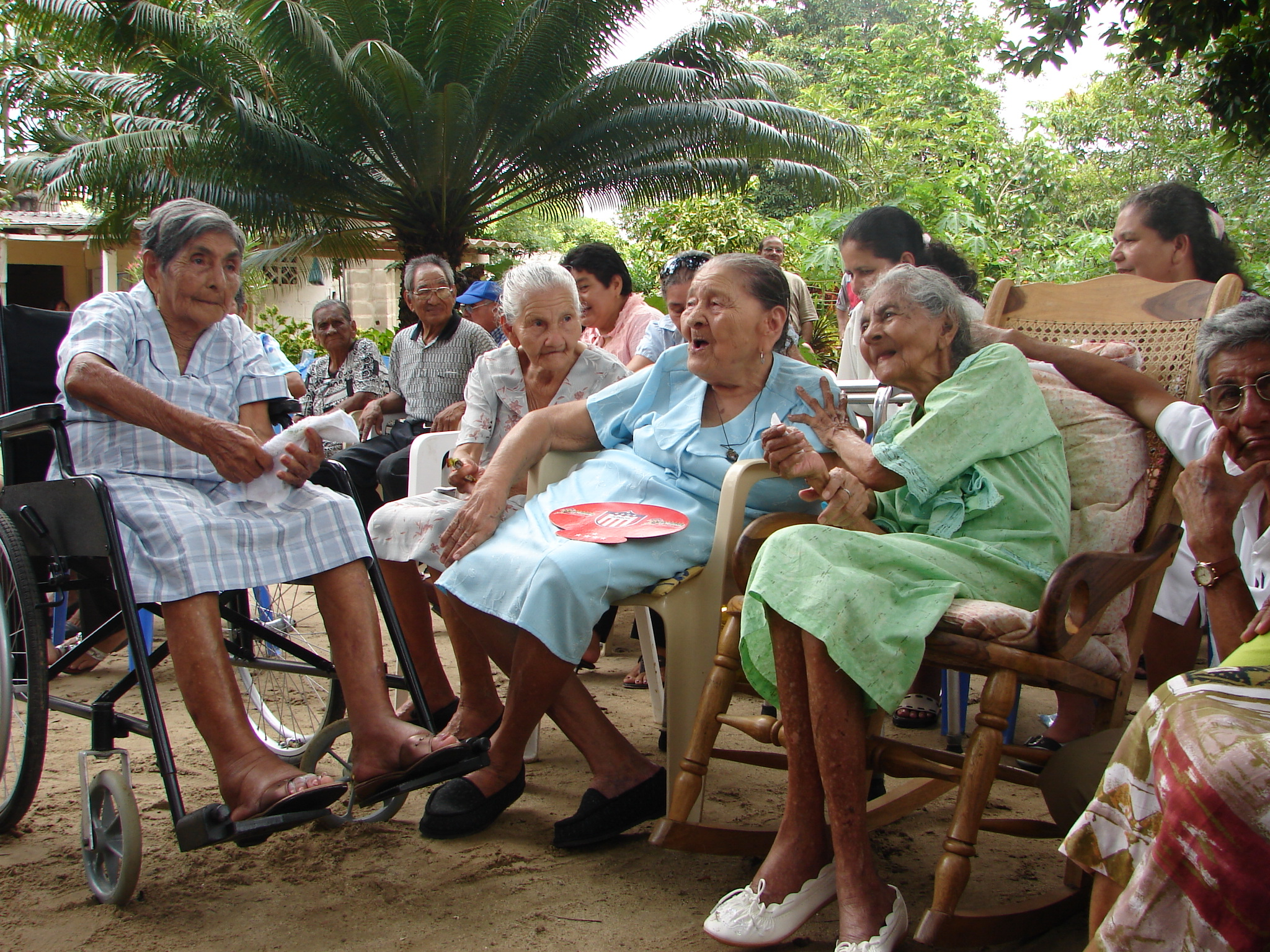
Diversidad de vejeces

Según la OMS, en el siglo XX se produjo una revolución de la longevidad. La esperanza media de vida al nacer ha aumentado 20 años desde 1950 y llega ahora a 66 años, y se prevé que para 2050 haya aumentado 10 años más. Este triunfo demográfico y el rápido crecimiento de la población en la primera mitad del siglo XXI significan que el número de personas de más de 60 años, que era de alrededor de 600 millones en el año 2000, llegará a casi 2000 millones en el 2050, mientras que se proyecta un incremento mundial de la proporción del grupo de población definido como personas de edad del 10% en 1998 al 15% en 2025. 
Ese aumento será más notable y rápido en los países en desarrollo, en los que se prevé que la población de edad se cuadruplicará en los próximos 50 años. En Asia y América Latina, la proporción del grupo clasificado como personas de edad aumentará del 8% al 15% entre 1998 y 2025, mientras que en África se prevé que esa proporción aumente sólo del 5% al 6% durante ese período, y que después se duplique para el año 2050.
Una transformación demográfica mundial de este tipo tiene profundas consecuencias para cada uno de los aspectos de la vida individual, comunitaria, nacional e internacional. Todas las facetas de la humanidad (sociales, económicas, políticas, culturales, psicológicas y espirituales) experimentarán una transformación.
El éxito en el aumento de la esperanza de vida, la reducción progresiva de la mortalidad, junto a la disminución de las tasas de fecundidad es general en la mayoría de países del mundo y provoca o provocará a corto o medio plazo cambios poblaciones importantes en los grupos de edad -pirámide de población- lo que conlleva importantes cambios sociales y económicos. El aumento general de la esperanza de vida no es homogéneo y además se mantienen las desigualdades sanitarias.
En 2021 los cinco países con mayor esperanza de vida según la OMS son Japón, Suiza, Corea del Sur, España y Singapur.

## Características generales del envejecimiento humano

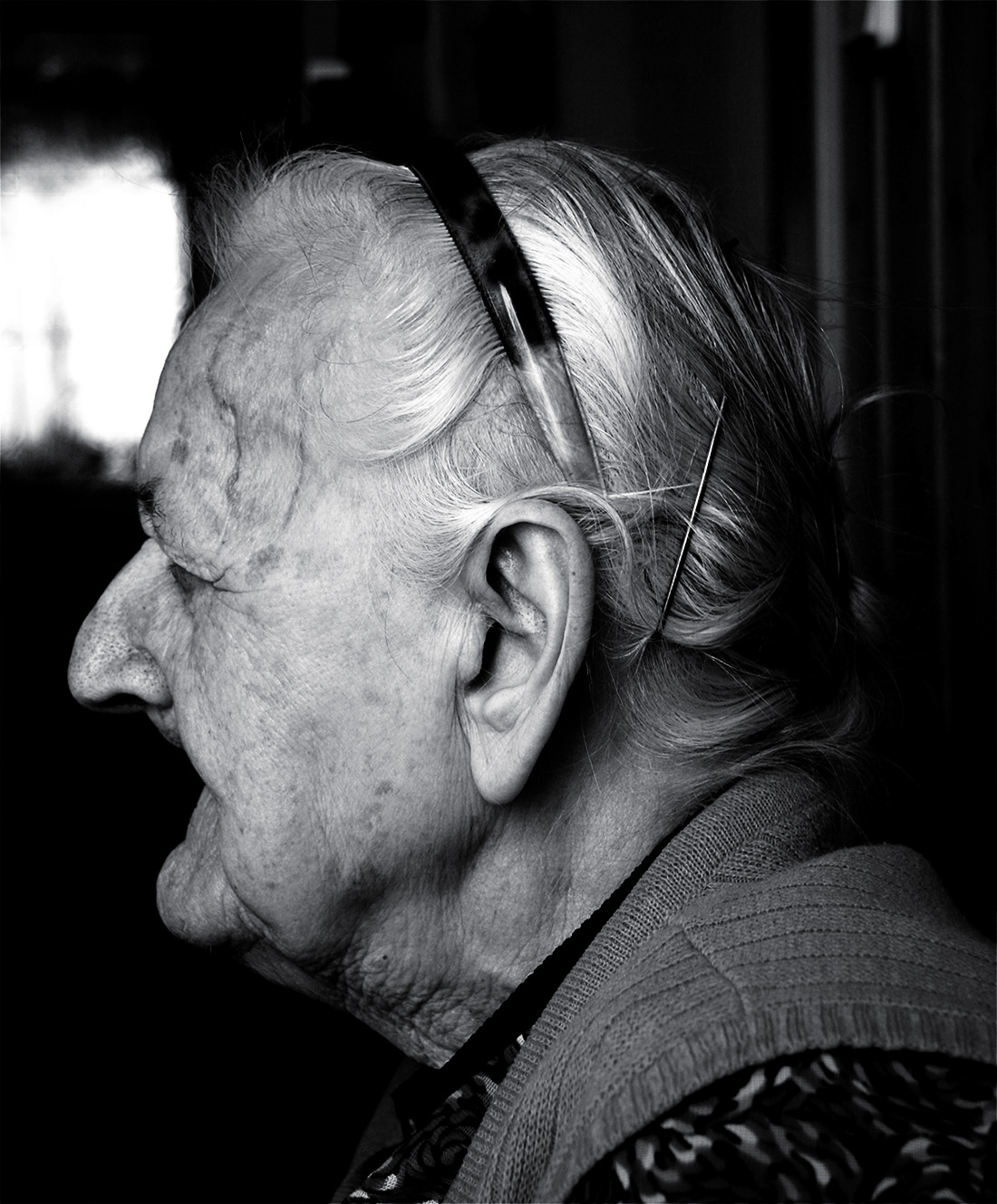
Las orejas y narices grandes de los humanos viejos se atribuyen a veces al continuo crecimiento del cartílago, aunque la causa más probable es la gravedad.

Aunque los caracteres externos del envejecimiento varían dependiendo de los genes, y de una persona a otra, se pueden citar algunas características generales del envejecimiento humano:
- Alteración del sueño.
- Pérdida de la agilidad y capacidad de reacción refleja.
- Degeneración de estructuras osteoarticulares.
- Aparición de trastornos cognitivos.
- Pérdida de la capacidad de asociación de ideas.
- Distensión creciente de los tejidos de sostén muscular por efecto de la gravedad terrestre (caída de los senos en la mujer, pérdida de la tonicidad muscular).
- Pérdida progresiva de la fuerza muscular y de la vitalidad.
- Aumento de la presión arterial.
- Aumento, en los varones, de volumen de la Próstata, con riesgo de cáncer.
- Disminución de las respuestas inmunitarias.
- Disminución del colágeno de la piel, aparición de arrugas y flacidez.
- Pérdida progresiva de los sentidos del gusto, la audición y la visión.
- Pérdida progresiva de la libido, andropausia en el hombre, menopausia en la mujer.

## Teorías del envejecimiento
Las observaciones registradas sobre el cambio que experimentan los seres vivos con la edad son tan numerosas que han dado origen a docenas de teorías. Como resumen, podemos destacar estas :

### Teorías históricas acerca de la vejez
1. Teoría del desgaste de órganos y tejidos. También se llama la teoría del ritmo de vida, que dice que las células del cuerpo se van estropeando conforme pasa el tiempo debido a su uso, como ocurre con los componentes de una máquina. Se propone que las personas que han vivido forzando su cuerpo o que han tenido un estilo de vida poco saludable, viven menos. Los radicales libres serían las sustancias responsables del desgaste de las células relacionadas con los estilos de vida nocivos, sobre todo de las mitocondrias, que no tienen capacidad de reparar su ADN.
2. Teoría de la intoxicación por sustancias intrínsecas. También se llama teoría de la autointoxicación. Durante la vida se acumulan sustancias de desecho en el interior o exterior de la célula como la lipofuscina y otros pigmentos, creatinina, colesterol en las placas de ateroma (aterosclerosis) que son productos del metabolismo celular.
3. Teoría del trastorno glandular o endocrino: considera que los órganos endocrinos como las gónadas, son los responsables del envejecimiento debido a las observaciones de eunucos, hipotiroideos y diabéticos, que envejecen precozmente.
4. Teoría de los genes Desde al año 2006, científicos genetistas han descubierto que el envejecimiento podría deberse a la existencia de uno o más genes que se inactivan provocando el envejecimiento, este gen denominado WRN al sufrir alteraciones provoca el proceso gerontológico.[6][7]

### Teorías sociales que se enfocan al proceso del envejecimiento[8]
-Teoría del disengagement (del rompimiento o desligamiento). Esta teoría sostiene que se presenta una mayor satisfacción en la persona cuando los viejos aceptan la reducción inevitable de sus interacciones sociales y personales. Se dice que si se reducen las actividades o compromisos en ciertas áreas surgen otras en compensación. Las personas, al retirarse, abandonan su papel social principal, lo que conlleva la disminución de su interacción social; sin embargo, esto no siempre sucede, por lo cual la teoría no puede considerarse válida, sobre todo en un país como México, en donde las personas de la tercera edad no tienen un verdadero retiro social hasta su muerte o su total incapacidad.
-La teoría de la actividad, por el contrario, sostiene que si se mantiene la actividad diaria de los ancianos, éstos podrán obtener una serie de satisfacciones muy gratificantes en su vida, tales como la autoestima, la seguridad y la independencia, así como la prevalencia de un estado saludable. Estudios en donde se correlacionan medidas tales como la capacidad mental y física, y los niveles socioeconómicos con la actividad, demuestran que son la base para la promoción del desarrollo humano, lográndose así un ajuste satisfactorio para las personas de la tercera edad. Nosotros consideramos este presupuesto teórico de mayor utilidad para el estudio de las personas ancianas.
-La teoría de la continuidad, ofrece, a su vez, una multiplicidad de alternativas de ajuste, ya que supone que el estilo de vida de la persona durante toda su vida condiciona el tipo de vejez. Esta continuidad se da a través de las diferentes fases del ciclo vital. Esta teoría ofrece la ventaja de poder utilizar una multiplicidad de pautas de análisis mediante las que se puedan conocer los “estilos de vida” adoptados por personas que ocupan diferentes posiciones sociales.

### Fisiología del envejecimiento: la síntesis actual
Envejecemos porque las macromoléculas que componen nuestro organismo (ácidos nucleicos, proteínas y lípidos) van acumulando daños que van provocando su pérdida de función. Debido a estas alteraciones, el funcionamiento normal de las células se modifica, lo cual va a alterar a su vez el funcionamiento de los diferentes órganos. Nuestro organismo es un sistema dinámico, en estado de degradación y reparación permanente. El envejecimiento corresponde a una ruptura de ese equilibrio, cuando la acumulación de daños sobrepasa la capacidad de reparación. En la ruptura del equilibrio dinámico, intervienen factores muy variados: influencias genéticas, comportamentales y ambientales, que podrían incidir de manera positiva o negativa en cada lado de la balanza.
La acumulación de daños en las moléculas endógenas durante el envejecimiento se debe a varios tipos de fenómenos:

#### Radicales libres
El envejecimiento está asociado con una producción excesiva de radicales libres y de las alteraciones en los mecanismos de adaptación a dichos radicales. Un radical libre se crea a partir de un enlace débil donde un electrón queda sin pareja. Estos radicales libres son muy inestables, por lo que reaccionan con facilidad para encontrar el electrón necesario para lograr su estabilidad. Una vez que roban un electrón a otra molécula ésta se convertirá en un radical libre y así se forma una cadena hasta que irrumpen con una célula viva.
El proceso normal de producción de energía en nuestras células, esencial para mantener las funciones vitales, tiene lugar en el interior de las mitocondrias. De manera colateral, durante este proceso se generan especies reactivas del oxígeno (ERO, en inglés ROS, de reactive oxygen species) que son compuestos moleculares inestables, extremadamente reactivos, que alteran todos los componentes celulares (ácidos nucleicos, proteínas y lípidos). Se ha calculado que cada molécula de ADN contenida en cada una de nuestras células es objeto de unos 10 000 ataques por día por parte de los radicales libres. 
El ADN contenido en el interior de las mitocondrias está mucho más expuesto que el ADN del núcleo, ya que está más próximo a la fuente de los ERO y está menos protegido, al carecer de histonas. Puesto que el ADN mitocondrial codifica sobre todo para componentes de la maquinaria de producción de energía, estos componentes acumulan alteraciones que contribuyen a disminuir su funcionalidad, lo que produce una disminución de la producción de energía (ATP) detectable a partir de los 50 años. Cuando la producción de ATP disminuye por debajo de un umbral, la célula deviene incompetente, por lo que se desencadena el proceso de muerte celular por apoptosis, de manera que disminuye el número de células productoras de energía, lo que contribuye al proceso de envejecimiento.
Para protegerse de los radicales libres de oxígeno (entre los que se encuentran el ion superóxido, el peróxido de hidrógeno o el ion hidroxilo, que es el más tóxico), el plasma, los fluidos tisulares y las células poseen mecanismos antioxidantes, entre los que se encuentran:
- la enzima superoxido dismutasa, que convierte el anión superóxido en peróxido de hidrógeno;
- la enzima catalasa, que detoxifica el peróxido de hidrógeno para evitar que se convierta en hidroxilo;
- la glutatión peroxidasa, otro potente detoxificador del peróxido de hidrógeno;
- el ácido úrico,[11] un potente antioxidante presente en el plasma en una concentración mucho mayor que el ascorbato (vitamina C);
- la proteína ceruloplasmina, la principal transportadora de cobre en el suero;
- la fracción plasmática libre de hierro de la proteína transferrina.

Además existen compuestos de origen alimentario con capacidad antioxidante que también intervienen en la neutralización de los ERO:
- el α-tocoferol (vitamina E), liposoluble, con capacidad de protección de las membranas celulares;
- los carotenoides (como el β-caroteno) y los polifenoles (como el ácido cafeico y la quercetina);
- el ascorbato (vitamina C), hidrosoluble, capaz de regenerar los demás antioxidantes, como el glutatión o el α-tocoferol.

Por ello, el efecto negativo de los ERO se observa si se produce un desequilibrio debido a una producción exagerada de estas sustancias o por una disminución de los sistemas de defensa, enzimáticos y no enzimáticos.

#### Glicación
Algunos azúcares esenciales para nuestro metabolismo, como la glucosa, se consideraban biológicamente inofensivos hasta los años 1970. Sin embargo, estos azúcares pueden reaccionar con los aminoácidos de las proteínas de nuestro organismo (pero también con los ácidos nucleicos y los lípidos), en una reacción química relativamente lenta denominada glicación. 
Este proceso conduce a la acumulación de productos de la glicación avanzada, PGA. Estos productos se generan mediante el establecimiento de conexiones anormales entre moléculas diversas que alteran su estructura y perturba gravemente su función. La glicación (también denominada reacción de Maillard) se estudió en primer lugar en los alimentos, para explicar el efecto producido por el cocinado y el almacenamiento prolongado, en donde aparecen los PGA, dando un aspecto "caramelizado".
Por tanto, a medida que aumenta la edad de una persona, los procesos fisiológicos normales del organismo van a provocar una acumulación de las lesiones debidas a la oxidación producida por los radicales libres y van a "caramelizarse" por efecto de la glicación. Este fenómeno sinérgico se conoce con el nombre de glicoxidación, que está implicado en numerosas condiciones patológicas asociadas con el envejecimiento y/o la diabetes, como las cataratas, el alzheimer, la aterosclerosis, las nefropatías o las alteraciones vasculares periféricas, entre otras.

#### Senescencia celular: los telómeros
A diferencia de las células cancerosas, que se multiplican indefinidamente, las células somáticas normales en cultivo tienen una capacidad proliferativa limitada: por ejemplo los fibroblastos humanos fetales pueden dividirse unas 60 veces, después entran en una fase del ciclo celular denominada G0 (intervalo 0 o quiescencia), de la que no saldrán más. Si se toma el mismo tipo celular de un individuo de 40 años, se dividirán unas 40 veces, mientras que si se toman de un individuo de 80 años, sólo se dividirán unas 30 veces. Existe por tanto una relación entre la edad de un individuo y la capacidad de dividirse de sus células. Este fenómeno de senescencia replicativa celular se identificó en los años 1960 y se denomina "límite de Hayflick" en relación con su descubridor.
A partir de los años 1980, esté fenómeno se ha asociado a la disminución de la longitud de los telómeros, las secuencias cortas que se encuentran en los extremos de los cromosomas para permitir su replicación completa y evitar que se fusionen entre sí. En efecto, los telómeros se recortan en cada división celular porque el complejo ADN polimerasa no puede replicar completamente los extremos de los cromosomas. Por ello, la longitud de los telómeros puede considerarse como un marcador de la historia proliferativa de la célula: los telómeros de las células obtenidas en personas de edad avanzada son más cortos que los medidos en personas más jóvenes.
Cuando los telómeros alcanzan una talla crítica, se activa una respuesta de daño del ADN, dependiente del gen supresor tumoral denominado p53, que desencadena la muerte celular por apoptosis. En general, este mecanismo dependiente de p53 se activa cuando se produce cualquier tipo de lesión oxidativa del ADN, o por modificaciones de la cromatina que alteran su estructura (por ejemplo por efecto de un fármaco) o también cuando se producen modificaciones oncogénicas. Para evitar la acumulación de daños en el ADN, la célula posee una batería de enzimas responsables del mantenimiento y la reparación del ADN, así como una telomerasa encargada de restituir la longitud de los telómeros. Sin embargo, la telomerasa se reprime en tejidos somáticos, mientras que los mecanismos de reparación, como el resto de los componentes celulares, acumulan también daños que los inactivan de forma progresiva.
Desde este punto de vista, la senescencia y la muerte celular constituye un mecanismo de defensa, evitando que células que acumulan daños en su ADN puedan proliferar, dado que las células dañadas pueden convertirse en oncogénicas y aumentar el riesgo de cáncer.

#### Envejecimiento y reproducción
Existe una relación fundamental entre la función reproductora y el envejecimiento. Así, en los animales, se observa que en las especies con reproducción múltiple, una reproducción precoz está ligada estadísticamente a una disminución de la esperanza de vida. En otras especies, la reproducción única está ligada a un envejecimiento acelerado y una muerte precoz. Esta relación se ha estudiado experimentalmente utilizando como modelo moscas de la especie Drosophila: cuando se seleccionan moscas durante muchas generaciones (en función de un timing impuesto de reproducción) se observa que las moscas a las que se les ha impuesto una reproducción tardía son más longevas que las moscas con reproducción precoz. Esta diferencia en la longevidad se observa después de 10 años de selección a partir de un ancestro común. 
Por otro lado, se ha demostrado experimentalmente que los tejidos reproductivos pueden emitir una señal capaz de influenciar la longevidad. Así, la irradiación de drosófilas con dosis radiactivas débiles, que destruyen sus ovocitos, aumenta la vida media de estos insectos. También se observa un efecto similar si de destruyen las células germinales en el gusano C. elegans o en ratones.
Recientemente se ha identificado un mecanismo genético universal, conservado a través de la evolución, que controla la rapidez del proceso del envejecimiento en la mayoría de las especies. La función de estos genes sería adaptar la distribución de los recursos energéticos en relación con las limitaciones del entorno para permitir la reproducción:
- en condiciones de plenitud ambiental, cuando el alimento está ampliamente disponible, estos genes controlarían la utilización de la energía disponible hacia el crecimiento, la madurez sexual y la reproducción; esta estrategia implica la negligencia relativa de las actividades de mantenimiento y reparación, lo que conduciría a un envejecimiento prematuro y fallecimiento precoz;
- en periodo de restricción, cuando no hay suficiente alimento disponible, los recursos energéticos disponibles se consagran a los mecanismos de supervivencia (mantenimiento y reparación), que llevaría a la negligencia del crecimiento y la reproducción; en este caso, se ralentiza el proceso de envejecimiento, para permitir a los organismos esperar a que se presenten unas condiciones más favorables para la reproducción.

Las vías metabólicas implicadas en este proceso incluyen al factor de transcripción FOXO y las sirtuinas. La actividad de FOXO está regulada por la vía de señalización de la insulina, y su activación induce la transcripción de muchos genes implicados en la resistencia al estrés, la reparación del ADN, la apoptosis, el control del ciclo celular... Por su parte, las sirtuinas son deacetilasas o ADP ribosilasas que utilizan NAD como cofactor, y por tanto pueden funcionar como sensores del estado metabólico celular. Su activación (por restricción calórica) aumenta la longevidad de los organismos, de manera dependiente de FOXO. Algunas sustancias, como el resveratrol presente en las uvas y sus derivados (entre otros alimentos), son activadoras de las sirtuinas.

## Consecuencias del envejecimiento
En resumen, el envejecimiento está asociado con dos procesos que se superponen y que finalmente llevan a la muerte del organismo: la degeneración progresiva de las células y la pérdida de la capacidad regenerativa. Tanto la degeneración como la regeneración de las células son procesos que ocurren en cada una de las etapas de la vida y permanecen en un perfecto equilibrio en condiciones normales, no patológicas. Los 'puntos de control’ y los mecanismos de reparación celulares permiten que las células dañadas sean reemplazadas, preservándose así la integridad funcional de tejidos y órganos. Sin embargo, en el envejecimiento este balance se inclina hacia la degeneración. Los mecanismos de degeneración están principalmente relacionados con la generación de especies reactivas del oxígeno y a la glicación de proteínas; ambos procesos estrechamente relacionados con factores ambientales. Por otra parte, la pérdida de la capacidad de proliferación y regenerativa estaría determinada genéticamente por el acortamiento de los telómeros y los procesos de muerte celular.
Esta visión resalta la importancia y participación tanto de factores exógenos como endógenos en el envejecimiento, por lo que es muy probable que el envejecimiento del organismo no ocurra por un único motivo, sino por el suma de múltiples factores y procesos, cuyo balance general determina que el individuo envejezca.
Por otro lado, es evidente que existen factores ambientales y comportamentales que pueden colaborar en el proceso de degradación o al contrario reforzar los mecanismos de defensa:
- los fumadores, debido a la inhalación permanente de radicales libres de oxígeno, pueden presentar ciertas manifestaciones de envejecimiento prematuro y un incremento en la frecuencia de patologías asociadas al envejecimiento, como las cataratas;[18]
- la exposición repetida a la luz UV puede provocar un envejecimiento prematuro de la piel, por las mismas razones;
- la restricción calórica, iniciada en cualquier momento de la vida, mejora la mayor parte de los parámetros biológicos e incrementa la longevidad; sin embargo, si la restricción calórica es extrema, como ocurre en la anorexia, se produce una disminución de la fertilidad (lo que evidencia de nuevo la relación entre envejecimiento, equilibrio energético y reproducción);
- una dieta equilibrada, rica en fibras y vegetales, que presentan antioxidantes naturales, produce también un efecto positivo sobre el mantenimiento de las funciones celulares.

## Los problemas del envejecimiento: cerebro, memoria y enfermedades degenerativas
Para analizar el tema de la cognición en adultos mayores es importante definir el envejecimiento cognitivo. Este describe el patrón de cambios relacionados con la edad en el funcionamiento cognitivo, que incluye el razonamiento, la orientación espacial, las habilidades numéricas y verbales, la memoria y la resolución de problemas (Engelhardt, Buber, Skirbekk, & Prskawetz, 2010). También hay que considerar las diferencias entre lo que se considera como habilidades cognitivas fluidas y habilidades cognitivas cristalizadas. Las primeras son aquellas en las que se genera, transforma o manipula información (por ejemplo, la memoria) y las segundas, que toman en cuenta el conocimiento acumulado (por ejemplo, el vocabulario).
Ambos tipos de habilidades se incrementan normalmente hasta los 20 años. Después siguen un patrón distinto. Las habilidades cristalizadas siguen aumentando, pero a un ritmo más lento hasta los 50 años, cuando comienzan a decrecer. Por otro lado, las habilidades fluidas comienzan a disminuir a partir de los 20 años, lentamente hasta los 50 años e incrementando su velocidad a partir de dicha edad.
- Demencia senil: afecta a niveles más o menos graves, aproximadamente al 4% de la población mayor de 65 años, y el porcentaje asciende al 20% por encima de los 80 años. Este problema ligado al envejecimiento depende de las condiciones físicas generales. Por ejemplo: uno de los agentes que más influyen en su aparición es la arteriosclerosis (es decir, el engrosamiento de las paredes de los vasos sanguíneos, que provoca una menor afluencia de sangre y un aumento de la tensión); son factores preventivos el continuo ejercicio mental, la correcta alimentación y no fumar.
- Alzheimer: padecida aproximadamente por el 50% de todos los casos de demencia en personas mayores de 50 años. Esta enfermedad, con un claro componente genético, provoca trastornos de la memoria y de la formulación del pensamiento, a los que se suman problemas de personalidad, de afectividad, de lenguaje y, en las fases más agudas, incluso de mantenimiento de la postura. Éstas son las consecuencias de la formación de placas y fibrillas debida a la actividad de algunas enzimas a partir de elementos proteicos producidos por las células cerebrales sanas.
- Parkinson: puede surgir incluso en edades no muy avanzadas, no tiene componentes genéticos, pero es lenta y progresiva como el Alzheimer. A diferencia de este último, la enfermedad de Parkinson no disminuye las facultades mentales, salvo después de mucho tiempo. Esta enfermedad degenerativa está causada por la muerte de neuronas particulares localizadas en la sustancia negra del mesencéfalo, que producen dopamina, un nurotransmisor esencial para la modulación de los movimientos. Los enfermos de Parkinson presentan rigidez muscular, temblores musculares persistentes incluso durante el sueño y falta de expresividad en el rostro. Sin embargo, contra la enfermedad de Parkinson existen muchos medicamentos, aunque el tratamiento farmacológico ha de acompañar de un indispensable y adecuado ejercicio físico.

## Envejecimiento activo

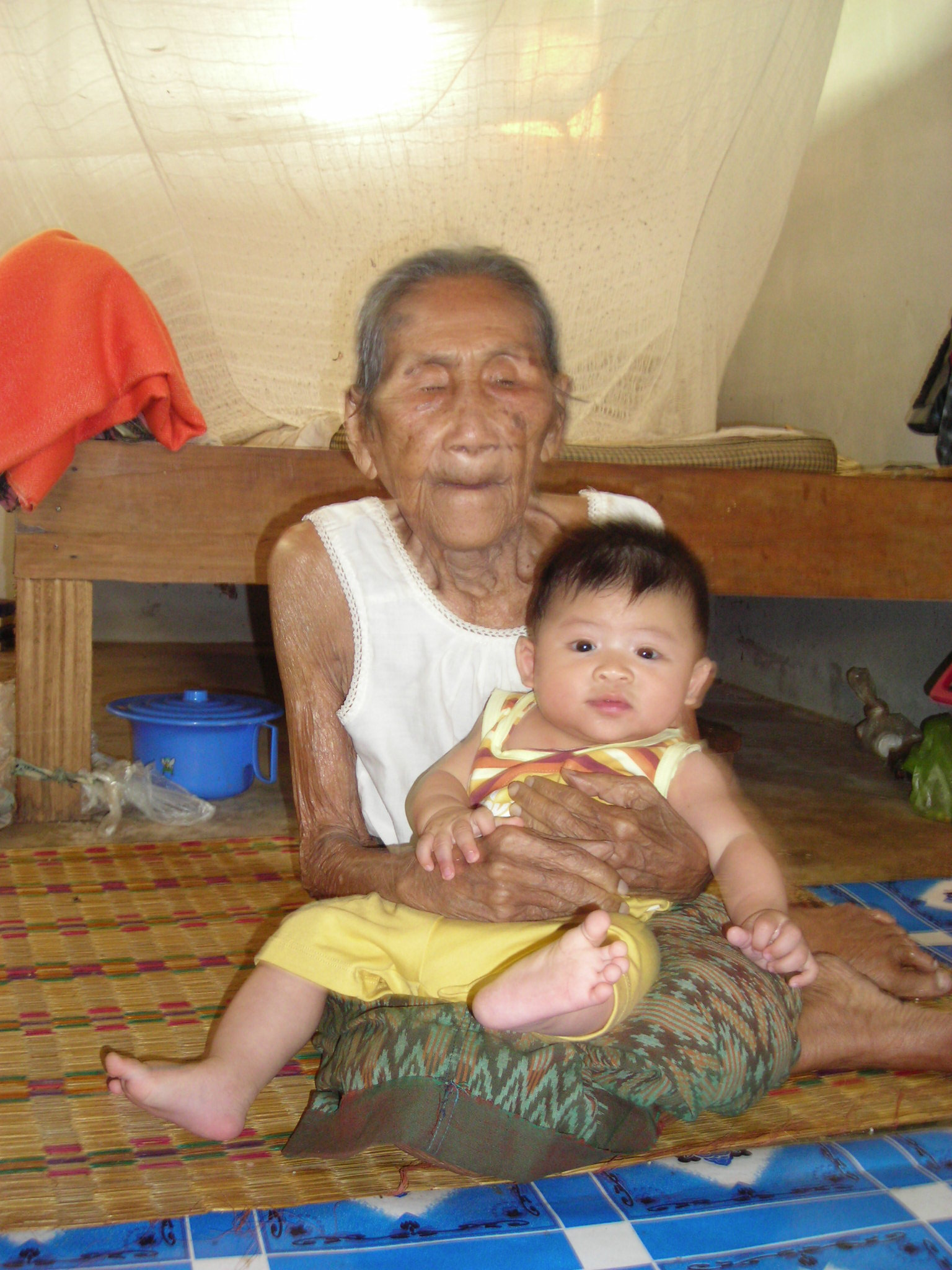
Mujer tailandesa de 95 años sostiene a un niño de cinco meses.

Fue definido en 1999 por la Organización Mundial de la Salud (OMS) como "el proceso de optimización de las oportunidades de salud, participación y seguridad con el fin de mejorar la calidad de vida a medida que las personas envejecen". Dicho concepto también fue adoptado por la segunda Asamblea Mundial del Envejecimiento, celebrada en 2002 en Madrid, España.
El término "activo" se refiere a la participación continua de los adultos mayores en forma individual y colectiva, en los aspectos sociales, económicos, culturales, espirituales y cívicos, y no solamente a la capacidad para estar físicamente en lo laboral o participar en la mano de obra.
Ahora bien, en el plano operativo, dicho concepto se refiere al empoderamiento de los adultos mayores en los aspectos biológicos, psicológicos y sociales en los que están inmersos, considerando cambios inherentes a la edad, riesgos ambientales y psicosociales, así como las medidas preventivas que pueden aplicar.
El 2012 ha sido designado por la Unión Europea como el Año Europeo del Envejecimiento Activo y de la solidaridad intergeneracional. Su objetivo es animar a los Estados miembro a encontrar soluciones innovadoras para los problemas económicos, sociales y sanitarios de una población que envejece y a invitar a los mayores a seguir jugando un papel importante en la sociedad, además de fortalecer la solidaridad intergeneracional.
Cabe destacar que es importante modificar nuestra cultura hacia el adulto mayor, la mayoría de las personas relaciona la vejez con la enfermedad, la dependencia y la falta de productividad. El envejecimiento activo debe considerarse un objetivo primordial tanto para la sociedad como por los responsables políticos, promoviendo mejorar la autonomía, la salud y la productividad de los adultos mayores, de igual manera proporcionar apoyo con actividades, recursos económicos, trabajo entre otros.
El bienestar psicológico y la calidad de vida asociada a la salud han sido considerados como indicadores del envejecimiento con éxito. Asimismo, el desarrollo de conductasorientadas a valores personales ha mostrado una relación positiva con bienestar y calidad de vida.

## Investigación para evitar el envejecimiento
Especialistas del Centro Nacional de Investigaciones Oncológicas (CNIO), han desarrollado un tratamiento que actúa sobre los genes que, aplicado en animales adultos, una única vez, consigue de manera segura alargar la vida media de los individuos.
Este tipo de investigaciones obligaba a modificar permanentemente los genes de los animales desde la fase embrionaria. Sin embargo, la terapia génica desarrollada por el CNIO para combatir el envejecimiento ha sido probada en ratones adultos de uno y dos años, y tuvo un efecto "rejuvenecedor" sobre ellos.
El procedimiento consiste en tratar de modificar la carga genética de un virus cuyo ADN ha sido modificado; sus genes se sustituyen por uno de los genes más importantes para el envejecimiento de las especies tratadas: el que codifica la enzima telomerasa.
Los telómeros son estructuras que protegen los extremos de los cromosomas: con cada división de la célula se acortan y reducen hasta que ya no pueden desempeñar su función, con lo que la célula deja de dividirse y envejece o muere. La telomerasa frena este efecto, reconstruye los telómeros y corrige el reloj biológico de la célula.
El virus con el ADN tratado e inoculado en el animal actúa como un vehículo que deposita el gen de la telomerasa en las células.
En diciembre de 2013 Cell publicó una investigación según la cual se ha podido revertir uno de los mecanismos del envejecimiento, el relacionado con el desgaste y ruptura de la comunicación química molecular entre el núcleo celular y la mitocondria. El trabajo demuestra, –eso sí, solo en ratones– que suministrando un compuesto natural fabricado por el propio organismo humano, se logra revertir el envejecimiento al menos para tres indicadores básicos de una buena salud: resistencia a la insulina (una condición que eleva el riesgo de diabetes), inflamación (relacionada con cáncer y enfermedades cardiovasculares) y, quizá lo más importante, el desgaste muscular.

## Curiosidades y datos interesantes
- Como consecuencia del envejecimiento, los discos vertebrales comienzan a endurecerse.
- Cuando se envejece aparecen arrugas debido a que el cuerpo comienza a dejar de producir colágeno, la proteína encargada de mantener la piel flexible cuando ésta se estira o alarga.
- El cabello pierde melanina cuando se envejece, originando las canas.
- Al envejecer, cada célula de nuestro cuerpo desgasta más sus cromosomas, originando una mayor cantidad de réplicas malas cuando ésta se divide.
- Al envejecer se pierde un poco la audición debido al ruido ocasionado por las articulaciones del cráneo humano y por el desgaste de las células auditivas.
- Al envejecer se genera dolor en las articulaciones, pues éstas comienzan a romperse, originando la artritis.
- Dado que ya el cuerpo no posee suficiente médula ósea amarilla para mantener los huesos sanos durante el envejecimiento, se puede originar osteoporosis.
- Desde los 60 años de edad se pierden alrededor de 1 millón de papilas gustativas, lo que resulta en que sólo el umami sea percibido.
- En cierto punto del envejecimiento los órganos vitales se encogen y se hacen más duros.
- Al envejecer los dientes pueden caerse o dañarse por la falta de calcio.